# Изумрудный филодриас
Изумрудный филодриас, или смарагдовый филодриас (лат. Philodryas viridissima) — вид змей семейства ужеобразных рода филодриасы.

## Описание
Изумрудный филодриас достигает 140 см в длину. Окраска ярко-зелёная различных оттенков. Новорожденные змеи тёмно-стального блестящего цвета.

## Подвиды
- Ph. viridissimus viridissimus (Linnaeus)
- Ph. viridissimus laticeps (Werner)

## Поведение
Ph. viridissimus агрессивен, кусает без предупреждения. Укус вызывает у человека отёк, изменение цвета кожи в поражённом месте.

## Ареал и местообитание
Обитает во влажных лесах и саваннах Венесуэлы, Колумбии, Эквадора, Суринама, северной части Бразилии и Перу. Ведёт древесный образ жизни.